# Liverpool (magasin)
Pour les articles homonymes, voir Liverpool (homonymie).
Liverpool est une chaîne de grands magasins au Mexique.

## Histoire
Liverpool a été fondé en 1847 par Jean-Baptiste Ebrard un Français qui commença par vendre des vétements dans le centre-ville de Mexico. Plus tard en 1872 il a commencé à importer toute la marchandise d'Europe au départ de Liverpool et c'est pourquoi il adopta ce nom pour son magasin.  